# يهودية حاخامية

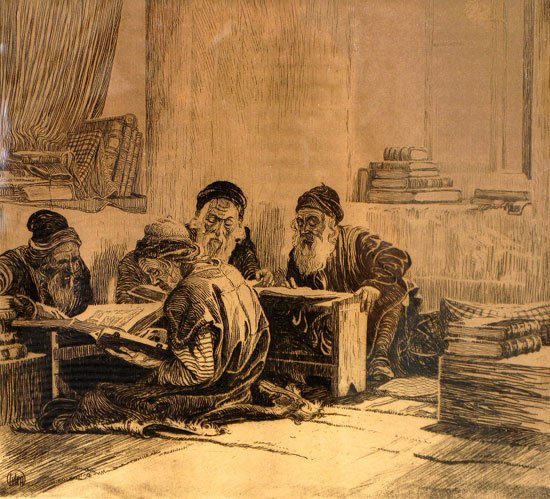

اليهودية الربانية יהדות רבנית وتسمى ايضاً «اليهودية الحاخامية» أو «اليهودية التلمودية» أو «اليهودية الكلاسيكية» أو «اليهودية المعيارية» انبثقت من اليهودية الفريسيَة حيث تؤمن بان أساس الاعتقاد أن النبي موسى في جبل سيناء تلقى من الله التوراة المكتوبة ( التوراة الخمسة ) بالإضافة إلى تفسير شفوي يعرف باسم «التوراة الشفوية» التي نقلها موسى إلى الشعب.وهي شكل العقيدة اليهودية السائد بين معظم الجماعات اليهودية في العالم ابتداءً من حوالي القرن التاسع الميلادي وحتى نهاية القرن الثامن عشر. وهي عبارة استخدمها اليهود الفريسيون ليؤكدوا أن النسق الديني الذي يؤمن به الفريق الديني المعادي لهم لا يتمتع بالمطلقية وإنما هو ثمرة جهود الحاخامات الفقهاء أو بما يسموا المفتيين ( الذين فسروا التوراة (الشريعة المكتوبة) وابتدعوا الشريعة الشفوية (التوراة الشفوية أو التلمود) وجعلوها الأساس الذي تستند إليه رؤيتهم الدينية والمحور الذي تدور حوله وذلك تمييزاً لها عن اليهودية التوراتية التي تستند إلى التوراة وحسب (الشريعة المكتوبة) المرسلة من الإله. ولكن، بتحوُّل القرائين إلى جماعة دينية هامشية، أصبح مصطلحا «يهودية حاخامية» و «يهودية» مترادفين.